# Nate James
Nate James, all'anagrafe Nathaniel James Harold Speas (Lakenheath, 15 settembre 1979), è un cantautore britannico di musica soul.

## Biografia
È nato nella base militare statunitense Lakenheath da padre americano e madre britannica.
Il suo album di debutto, Set the Tone, risente dell'influenza di altri musicisti soul come Marvin Gaye, Prince e Stevie Wonder e ha dato a James un'approvazione condivisa da parte della critica mondiale, come confermano le due nomination ai MOBO per il Miglior Esordiente e il Migliore Artista Rhythm and Blues e quella di quest'anno per il Miglior Artista Maschile Inglese. L'album, scritto quasi interamente da James, comprende una vasta gamma di generi musicali, dal basso Rhythm and Blues di Set the Tone al pop energico di Universal, fino alle influenze rockeggianti di I'll Decline, un duetto con Dawn Robinson delle En Vogue.
Con il brano The Message, lanciato nel maggio 2006 in tutta Europa, ha ricevuto il premio "Miglior Artista Internazionale" e "Rivelazione Straniera" al Festivalbar 2006. Nell'ottobre dello stesso anno esce il suo secondo singolo Justify Me.
Al Festival di Sanremo 2007, nella terza giornata dedicata ai duetti, canta insieme a Paolo Meneguzzi, in gara con Musica.
Nel marzo del 2009 pubblica Revival, un album composto interamente da cover in cui rende omaggio alla musica soul/R&B degli anni settanta e ottanta. Il primo singolo estratto è Because I Love You di Stevie B.
Nel 2013 partecipa come concorrente a The Voice UK nel team di Jessie J.

## Discografia
- Set the Tone (2006)
- Kingdom Falls (2007)
- Funkdefining EP (2007)
- Revival (2009)